# Pleuroprucha protopages
Pleuroprucha protopages är en fjärilsart som beskrevs av Louis Beethoven Prout 1932. Pleuroprucha protopages ingår i släktet Pleuroprucha och familjen mätare. Inga underarter finns listade i Catalogue of Life.